# McLain (Mississippi)
McLain – miasto w Stanach Zjednoczonych, w stanie Missisipi, w hrabstwie Greene.